# Le Festin nu
Pour les articles homonymes, voir Le Festin nu (homonymie).
 (novembre 2017).
 (octobre 2015).
Si vous disposez d'ouvrages ou d'articles de référence ou si vous connaissez des sites web de qualité traitant du thème abordé ici, merci de compléter l'article en donnant les références utiles à sa vérifiabilité et en les liant à la section « Notes et références ».
Le Festin nu (titre original : Naked Lunch) est un roman de l'écrivain américain William S. Burroughs publié pour la première fois à Paris en 1959.

## Écriture
Le livre a été composé entre 1954 et 1957 par Burroughs, qui résidait alors à Tanger, au Maroc. Écrit largement sous l'influence de drogues hallucinogènes, d'héroïne et de cocaïne, la première mouture du Festin nu se présente sous la forme de notes éparses informes et obscènes, réarrangées parfois par la technique du cut-up (réorganisation matérielle des chapitres après que leurs éléments ont été découpés, mélangés, et recollés, dans une procédure inédite que l'on peut apparenter aux transes créatrices des surréalistes). Burroughs mêle drogue, politique, homosexualité, hallucinations, délire paranoïaque dans une danse de mots et de verbigérations déchaînés et puissants, cette forme délirante se voyant scandée par une sorte de satire sociale nébuleuse directement issue des Voyages de Gulliver de Jonathan Swift.
Le manuscrit, composé d'un assemblage de pages qui portent le titre « Interzone », est d'abord lu à Tanger par Ginsberg et Kerouac. Mais c'est seulement en 1959, au no 9 de la rue Gît-le-Cœur à Paris, au « Beat Hotel », que Burroughs, Ginsberg et Kerouac assemblent et remanient le texte sans en altérer la substance. L’éditeur Maurice Girodias jugeait la prose de Burroughs « éblouissante » mais il a exigé que l'écrivain remanie sérieusement son texte pour le rendre publiable. C'est d'ailleurs J. Kerouac qui donne son titre définitif, The Naked Lunch, à cet ouvrage. D'abord publié en France par Olympia Press, Le Festin nu touche l'Amérique en 1962. Il y est interdit pendant près de dix ans, tombant sous les lois sur l'obscénité (qui frappèrent aussi Henry Miller et son Tropique du Cancer) dans un procès qui, lorsque ses attendus furent cassés, servit la cause de la lutte contre la censure aux États-Unis.

## Analyse et thèmes
Le Festin nu se veut une descente cauchemardesque dans l'esprit d'un junkie, transcendant la forme classique du roman en le déstructurant, maltraitant la forme et le fond, donnant chair à ses divagations morphinisées dans des allégories oscillant de la science-fiction à la tragédie, parlant de modifications corporelles, d'orgies homosexuelles, de complots et de créatures angoissantes, dans un pays étrange, lieu de toutes les folies, nommé Interzone.
Certains analystes littéraires sont arrivés à la conclusion que les personnages du livre sont en fait des explorations de toutes les facettes de William Lee, lui-même étant une facette de William S. Burroughs. Cette interprétation donne une nouvelle vision lors de la lecture de l'ouvrage.
Le Festin nu reste probablement l'œuvre la plus représentative des mondes parallèles angoissants et distordus dans lesquels il plonge ses obsessions aussi bien que son lecteur. Frank Zappa a offert une lecture de l’extrait Le Trou du cul parlant lors de la Nova Convention le samedi 2 décembre 1978 à New York, avouant juste avant de commencer qu’il a toujours dit ne pas être passionné de lecture, mais être admirateur du roman.

## L'Interzone
L'Interzone est un pays de fiction placé en Afrique du Nord, n'apparaissant sur aucune carte. L'Interzone n'a pas de campagnes : le pays est un enchevêtrement de rues ressemblant à un cerveau humain. Nombre d'Occidentaux composent la population de l'Interzone, tels que des Américains, des Suisses et des Allemands. Avant 1953, le pays survivait en exportant de la viande de centipède (arthropode semi-aquatique du Brésil), mais maintenant, l'Interzone vit grâce aux mugwumps : leur viande, leur cerveau et tout leur corps sont délicieux. Les mugwumps peuplaient déjà l'Interzone, bien avant qu'ils n'en deviennent la spécialité : ils passent en général du temps dans des bars ou à jouer d'instruments à cordes.
Mettre la mention « Interzone » sur une carte demanderait de refaire une carte complète du monde. On compte d'autres pays imaginaires, comme l'Annexie (mélange sordide de l'Allemagne hitlérienne et de la Russie staliniste[réf. nécessaire]), ou le Libertie (où l'amour est un art).

### Politique
Le statut de l'Interzone reste flou vis-à-vis de son gouvernement : il est censé être une colonie française, mais les Français se font rares, voire n'apparaissent pas. Un parrain de la mafia locale (« l'Islam Inc. »), A.J, fait valoir ses ordres, mais il ne gouverne pas la cité. On compte pourtant quatre partis politiques majeurs dans l'Interzone.
- Les émissionnistes ont des idées considérées comme idéalistes, et surtout farfelues. Selon leurs théories, un émetteur placé dans le cerveau d'un bébé à sa naissance peut faire exécuter tous les ordres venant d'une antenne spéciale… Leur seule ambition est de placer un émetteur à la population pour l'avoir sous contrôle par un moyen de « télépathie à sens unique ».

- Les divisionnistes ont comme grand principe le clonage : à partir d'un morceau de sa chair, fabriquer un clone, capable, à son tour, de créer d'autres copies. En principe, le clonage est interdit dans l'Interzone, mais les divisionnistes griment leurs copies, jusqu'au cil près, pour que ceux-ci soient méconnaissables. Un grand nombre des habitants seraient des copies, mais l'ignoreraient, en croyant avoir été éduqués par de véritables parents. Le parti est dirigé par un semblant d'homme : un crabe géant, albinos, fragile, issu d'une longue lignée de gènes récessifs.

- Les liquéfactionnistes pensent fondre toute la population de l'Interzone en un seul homme unique, qui dirigera seul ses problèmes.

- Les factualistes vont à l'encontre de tous les principes de tous les autres partis, particulièrement des émissionistes qu'ils considèrent comme le Virus Humain qui contamine la population et vit en parasite de sa pensée.

En face de l'Interzone se trouve une île (appelée simplement « l'Île »). Celle-ci devrait être sous protectorat britannique, mais le gouverneur de l'île se plie à une tradition : chaque année, il doit ramper à plat ventre dans la décharge de son île devant le représentant britannique pour prouver sa loyauté. La plupart des gouverneurs de l'île ne finissent pas leur mandat : la plupart sont morts de chagrin avant d'en avoir atteint la moitié, tant on s'est moqué d'eux pendant la cérémonie de la décharge.

### Personnages
L'Interzone compte des personnalités plus ou moins importantes : de simples connaissances de rue de William Burroughs aux aristocrates du film Le Festin nu, on compte une bonne quarantaine de personnages.
- Le docteur A. Benway : grand médecin, universitaire, grand chirurgien au centre de désintoxication de l'Interzone. Quand un drogué vient à lui, il lui donne une grande quantité de drogue mélangée à de la poudre de centipède pour donner l'illusion de moins se droguer. Il a travaillé pendant plusieurs années pour le premier ministre d'Annexie ; il lui confectionnait des costumes pour que le chef de gouvernement puisse marcher travesti dans la populace. Mais Benway n'est pas un médecin ; il ne confie la fameuse poudre de centipède qu'aux drogués particulièrement détachés de la réalité. Ainsi, il engage des drogués qui travailleront pour lui, toujours plus avides de drogue. Il a ainsi bâti un empire : l'Interzone Inc., concurrent de l'Islam Inc.

- Le couple Frost, couple d'Occidentaux entretenant des liens très troubles avec la population de l'Interzone, et qui s'est marié uniquement pour donner une vie de façade. Ils sont propriétaires d'une grande maison dans les collines de l'Interzone.

- Le professeur Karl, médecin d'origine Autrichienne, faisant vendre de la viande noire illégalement pour le compte de l'Interzone Inc. Il ne cache pas le fait qu'il travaille pour Benway. Il est troublant de constater que dans l'adaptation cinématographique de David Cronenberg, l'acteur interprétant ce médecin ressemble physiquement à William Burroughs. Or, l'auteur du Festin Nu avait suivi des études de médecine à Vienne, capitale de l'Autriche. William Lee étant un aspect de la personnalité de l'écrivain, il n'est pas impossible qu'il se rencontre lui-même sous une autre forme.

- Marvie, étrange personnage, voyeur, enrichi après avoir déposé un nouveau brevet sur la vaseline. Il aime exhiber dans les vieilles rues de la ville une photocopie de son chèque qui l'a rendu riche, mais pas la vraie photocopie, de crainte qu'on lance du correcteur dessus.

- Cloquet, Suisse, très riche, venu dans l'Interzone uniquement pour s'amuser.

## Liste des chapitres du livre
Les chapitres sont des fragments de texte plus ou moins cohérents, mais ils n'ont presque aucun lien entre eux. Certains sont des descriptions vagues de moments de drogues, d'autres sont des histoires paraboliques, la plupart du temps sans queue ni tête.
- Préface : Témoignage à propos d'une maladie.
- Chapitre 1 : Benway.
- Chapitre 2 : Joselito.
- Chapitre 3 : La viande noire.
- Chapitre 4 : L'hôpital.
- Chapitre 5 : Lazare go home.
- Chapitre 6 : La salle de jeux chez Hassan.
- Chapitre 7 : La cour de l'université de l'Interzone.
- Chapitre 8 : Grande fête chez A.J.
- Chapitre 9 : Le congrès International de Psychatrie Technologique.
- Chapitre 10 : Le marché.
- Chapitre 11 : Des gens comme vous et moi.
- Chapitre 12 : Islam e Cie et les partis de l'Interzone.
- Chapitre 13 : Le greffier municipal.
- Chapitre 14 : Interzone.
- Chapitre 15 : L'examen.
- Chapitre 16 : Qui a vu Rose Pantoponne ?
- Chapitre 17 : La coquette paniquarde.
- Chapitre 18 : L'Exterminateur fait du zèle.
- Chapitre 19 : L'algèbre du besoin.
- Chapitre 20 : Hauser et O'Brien.
- Postface atrophiée : Tu en ferais tout autant.

## Adaptation cinématographique
Depuis les années 1960 plusieurs réalisateurs ont envisagé d'adapter Le Festin Nu au cinéma. Antony Balch qui avait travaillé avec Burroughs sur plusieurs projets de courts-métrages envisagea la création d'une comédie musicale avec Mick Jagger dans le rôle principal, mais le projet n'aboutit pas à cause de la dégradation des relations entre Balch et Jagger.
En mai 1991, le réalisateur David Cronenberg releva le défi. Plutôt que d'en faire une stricte adaptation, le réalisateur prend certains éléments du livre et les combine avec des éléments de la vie de l'auteur, créant ainsi un film hybride sur l'écriture du livre plutôt que sur le livre lui-même. Peter Weller y incarne William Lee, le pseudonyme que Burroughs utilisa pour Junky.